# Filippo Zaccanti
Filippo Zaccanti (Bergamo, 12 september 1995) is een Italiaans wielrenner.

## Carrière
Tussen 2014 en 2017 behaalde Zaccanti meerdere overwinningen en ereplaatsen in het Italiaanse amateurcircuit. In 2018 werd hij prof bij Nippo-Vini Fantini-Europa Ovini. Namens deze ploeg won hij in 2019 het bergklassement in de Ronde van Japan en het eindklassement in de Ronde van Korea.

## Belangrijkste overwinningen
2019
Bergklassement Ronde van Japan
Eindklassement Ronde van Korea
1e etappe Ronde van Hokkaido
Eindklassement Ronde van Hokkaido

## Resultaten in voornaamste wedstrijden
|      | \| Jaar \| Ronde van Lombardije \| Strade Bianche \| \| ---- \| -------------------- \| -------------- \| \| 2018 \| opgave \| \| \| 2019 \| \| \| \| 2020 \| \| \| \| 2021 \| \| opgave \| |                |
| Jaar | Ronde van Lombardije | Strade Bianche |
| 2018 | opgave |                |
| 2019 | |                |
| 2020 | |                |
| 2021 | | opgave         |

## Ploegen
- 2018 –  Nippo-Vini Fantini-Europa Ovini
- 2019 –  Nippo-Vini Fantini-Faizanè
- 2020 –  Bardiani-CSF-Faizanè
- 2021 –  Bardiani-CSF-Faizanè

Bagioli · Bou · Canola · D. Cima · I. Cima · Cunego · Grosu · Hatsuyama · Ito · Kobayashi · Lobato · Marangoni · Nakane · Nishimura · Ponzi · Santaromita · Tizza · Uchima · Yoshida · Zaccanti